# Daniil Pronskiy
Daniil Pronskiy, né le 4 juin 2000, est un coureur cycliste kazakh, membre de l'équipe Astana Qazaqstan Development. Son frère aîné Vadim Pronskiy est cycliste professionnel dans l'équipe Astana.

## Biographie
En 2018, chez les juniors, Daniil Pronskiy devient champion d'Asie du contre-la-montre et champion du Kazakhstan sur route. Dans les épreuves de la Coupe des Nations juniors, il remporte une étape du Tour de DMZ, dont il prend la deuxième place, et termine également huitième du Trophée Centre Morbihan et dixième et meilleur grimpeur du Tour de Gironde. 
Il fait ses débuts espoirs en 2019 au sein de l'équipe continentale Vino-Astana Motors.

## Palmarès
- 2018
  -  Champion d'Asie du contre-la-montre juniors
  -  Champion du Kazakhstan sur route juniors
  - 4e étape du Tour de DMZ
  - 2e du Tour de DMZ
- 2020
  - Grand Prix Velo Alanya
  - 3e de Belgrade-Banja Luka
- 2022
  -  Champion du Kazakhstan du contre-la-montre espoirs
  -  Médaillé d'argent du championnat d'Asie sur route espoirs
- 2024
  - 3e du Tour d'Alanya
- 2025
  - 2e du championnat du Kazakhstan du contre-la-montre

## Classements mondiaux
| Année                                 | 2019  | 2020 | 2021  | 2022 | 2023 | 2024 |
| ------------------------------------- | ----- | ---- | ----- | ---- | ---- | ---- |
| Classement mondial                    | 2954e | 328e | 1740e | 576e | nc   | 989e |
| UCI Asia Tour                         | 317e  | 7e   | 112e  | 24e  | 80e  | 55e  |
|                                       |       |      |       |      |      |      |
| Légende : nc = non classéSource : UCI |       |      |       |      |      |      |